# Bolnišnica Greenwich, London
Bolnišnica Greenwich je bila stalni dom za upokojene mornarje Kraljeve mornarice, ki je delovala od leta 1692 do 1869. Njene stavbe v Greenwichu v Londonu sta kasneje uporabljala Royal Naval College, Greenwich in Univerza v Greenwichu, zdaj pa so znane kot Stari kraljevi pomorski kolidž. Beseda 'bolnišnica' je bila uporabljena v svojem prvotnem pomenu za kraj, ki nudi gostoljubje tistim, ki so jo potrebovali in se ni nanašala na zdravstveno oskrbo, čeprav so stavbe vključevale ambulanto, ki je po zaprtju bolnišnice Greenwich delovala kot Dreadnought Seaman's Hospital do 1986.
Fundacija, ki je upravljala bolnišnico, še vedno obstaja v korist nekdanjega osebja kraljeve mornarice in njihovih vzdrževancev. Zdaj zagotavlja varovana stanovanja na drugih mestih.

## Zgodovina
Bolnišnica je bila ustanovljena kot Kraljeva bolnišnica za pomorščake v Greenwichu po navodilih kraljice Marije II., ki jo je leta 1692 navdihnil pogled na ranjene mornarje, ki so se vračali iz bitke pri La Hogueju. Ukazala je krilo palače kralja Karla – prvotno zasnoval arhitekt John Webb za kralja Karla II. leta 1664 – da bi jo preuredili v mornariško bolnišnico, da bi zagotovili protipostavko za bolnišnico Chelsea za vojake. Sir Christopher Wren in njegov pomočnik Nicholas Hawksmoor sta brezplačno ponudila svoje storitve kot arhitekta nove kraljeve bolnišnice. Sir John Vanbrugh je nasledil Wrena kot arhitekt in dokončal kompleks po Wrenovih prvotnih načrtih.
Zgodnji spor je nastal, ko se je izkazalo, da bi prvotni načrti za bolnišnico zakrivali pogled na reko iz kraljičine hiše. Kraljica Marija II. je zato ukazala, da se stavbe razdelijo in zagotovijo avenijo, ki vodi od reke skozi ozemlje bolnišnice do Kraljičine hiše in Greenwich Hilla onstran. To je dalo bolnišnici značilen videz, njene stavbe pa so bile razporejene v več kvadrantih. Njene štiri glavne stavbe (»dvori«) razpolavlja Veliki trg in procesijska pot v smeri sever–jug ter notranja cesta od vzhoda do zahoda od vzhodnih vrat (in vratarnice) do zahodnih vrat (in vratarnice) ob tržnici Greenwich v središču mesta Greenwich. Veliki trg in procesijska pot, ki je potekala od severa proti jugu, sta ohranjala dostop do Kraljičine hiše in parka Greenwich onstran ter pogled na reko.
Gradnja je bila financirana z dotacijo, ki se je financirala s prenosom 19.500 GBP kazni, ki so jih plačali trgovci, obsojeni tihotapstva leta 1695, javnim pozivom za zbiranje sredstev, ki je prinesel 9000 GBP in 2000 GBP letnega prispevka državne blagajne. Parlament je sprejel za bolnišnico Greenwich itd. Zakon iz leta 1695 (7 & 8 Will. 3. c. 21), z dolgim naslovom Zakon za povečanje in spodbujanje mornarjev, ki je določil osnovna pravila uporabe in ugodnosti za mornarje, in ga naslednje leto spremenil z zakonom o bolnišnici Greenwich itd. iz leta 1696. Leta 1705 je bilo v sklad vplačanih dodatnih 6472 funtov, kar je obsegalo likvidirano vrednost posesti, ki je pripadala nedavno obešenemu piratskemu kapitanu Williamu Kiddu.
Prva izmed glavnih zgrajenih stavb je bila dvorna hiša kralja Karla (najstarejši del sega v čas obnove), dokončana marca 1705.
Druge glavne zgrajene zgradbe so vključevale:
- Dvor kraljice Marije (načrtovala sta Wren in Hawksmoor, vendar ga je Thomas Ripley zgradil šele po Wrenovi smrti), dokončana leta 1742,
- Dvor kraljice Ane (arhitekta: Wren in Hawksmoor)
- Dvor kralja Viljema (zasnoval Wren, dokončala pa Hawksmoor in sir John Vanbrugh)

Dvor kraljice Marije hrani bolnišnično kapelo (zasnoval jo je Wren, vendar dokončana šele leta 1742). Njen sedanji videz je od leta 1779 do 1789, ko je bila po uničujočem požaru ponovno zgrajena po načrtu Jamesa Athenian Stuarta. Štukature je ustvaril John Papworth.
Dvor kralja Viljema je znan po baročni poslikani dvorani, ki jo je poslikal sir James Thornhill v čast kralja Viljema III. in kraljice Marije II. (strop spodnje dvorane), kraljice Ane in njenega moža, princa Georgea Danskega (strop Zgornje dvorane) in Jurija I. (severna stena Zgornje dvorane). Poslikana dvorana se je zdela preveč veličastna za refektorij upokojenih mornarjev in kot taka ni bila nikoli redno uporabljena. Postala je turistična destinacija, odprta za ogled. 5. januarja 1806 je truplo lorda Nelsona ležalo v Poslikani dvorani v bolnišnici Greenwich, preden so ga po reki Temzi odpeljali v stolnico sv. Pavla na državni pogreb. Nelsonov pediment na Viljemovem dvorišču je bil leta 1813 izklesan iz kamna Coade kot javni spomenik in delavci Coade so ga imeli za najboljše od vseh svojih del. Leta 1824 je bila v Poslikani dvorani ustanovljena Narodna galerija pomorske umetnosti, kjer je ostala do leta 1936, ko je bila zbirka prenesena v Narodni pomorski muzej, na novo ustanovljen v kraljičini hiši in sosednjih stavbah.
Na obrežni sprednji strani severovzhodnega vogala Dvoru kralja Karla je obelisk, ki ga je zasnoval Philip Hardwick in je bil odkrit leta 1855, postavljen v spomin na raziskovalca Arktike Josepha Renéja Bellota, ki je umrl v neuspešnem poskusu reševanja članov Johna Franklinova ponesrečena ekspedicija za odprtje severozahodnega prehoda v severni Kanadi.
Leta 1712 so na tem mestu odprli kraljevo bolnišnično šolo, ki je nudila pomoč in izobraževanje sirotam pomorščakov v kraljevi in trgovski mornarici. Leta 1933 se je preselil v Holbrook v Suffolku (kjer je še danes); stare šolske zgradbe so bile naslednje leto ponovno odprte kot Narodni pomorski muzej.
Stavbe bolnišnice Greenwich so vključevale ambulanto, zgrajeno v 1760-ih po načrtu Jamesa Stuarta, kjer je upokojence spremljalo usposobljeno medicinsko osebje (sir John Liddell je bil nekaj časa višji zdravstveni častnik). Po nekaj prilagoditvah in prezidavah je to leta 1870 postalo Dreadnought Seamen's Hospital (ime je dobila po bolnišnični ladji, privezani ob Greenwichu). Zdravljenje tropskih bolezni se je leta 1919 preselilo v bolnišnico Seamen's Hospital Society blizu trga Euston v središču Londona, da bi ustanovili bolnišnico za tropske bolezni. Bolnišnica Dreadnought Seaman's Hospital je bila zaprta leta 1986, posebne storitve za mornarje in njihove družine pa je takrat zagotavljala enota Dreadnought Unit v bolnišnici St Thomas's v Lambethu.
Bolnišnica Greenwich se je zaprla leta 1869, stavbe pa je leta 1873 prevzel Royal Naval College v Greenwichu.
Zaradi gradnje železnice so bili posmrtni ostanki tisočev mornarjev in častnikov, vključno s številnimi tistimi, ki so se borili v bitki pri Trafalgarju, leta 1875 odstranjeni iz bolnišnice in ponovno pokopani v East Greenwich Pleasaunce, imenovanem tudi Pleasaunce Park (imenovan po nekdanji Palača Placentia, ki je bila na mestu bolnišnice).

## Dobrodelnost
Dobrodelna fundacija bolnišnice Greenwich še vedno obstaja, čeprav nima več sedeža na prvotnem mestu. Zdaj je kronska dobrodelna ustanova v korist pomorščakov in njihovih družinskih članov, pri čemer državni sekretar za obrambo deluje kot edini skrbnik krone. Dobrodelna ustanova zdaj financira varovana stanovanja za nekdanje pripadnike kraljeve mornarice in šolo, ki jo je ustvarila, Royal Hospital School, zdaj v Holbrooku v Suffolku. Sedež dobrodelne organizacije je v londonskem Cityju.
Dobrodelna organizacija črpa nekaj svojih sredstev iz posesti v in okoli bolnišnice. Osrednje bolnišnične stavbe so oddane v 150-letni najem Univerzi Greenwich in Trinity Laban College of Music. Greenwich Promenade je v najem pristaniški upravi Londona, medtem ko maloprodajne in stanovanjske nepremičnine v središču Greenwicha, vključno s tržnico Greenwich, tvorijo osrednji naložbeni portfelj dobrodelne organizacije.
Avgusta 2020 je več trgovcev opozorilo, da bodo morda morali prenehati s trgovanjem, potem ko jih je upravni agent bolnišnice Greenwich Knight Frank obvestil o strmem povišanju najemnin med pandemijo COVID-19. Po pritožbah je bilo septembra 2020 objavljeno, da bodo dvigi najemnin preklicani.